# Санта-Хрякус (фильм)
«Са́нта-Хря́кус: Страшдественская сказка» (англ. Terry Pratchett's Hogfather) — двухсерийный телевизионный фильм, экранизация одноимённого романа Терри Пратчетта. Поскольку основной темой является зимний праздник «Страшдества́», премьера была приурочена к рождественским праздникам и состоялась 17 (первая серия) и 18 (вторая серия) декабря 2006 года.
Это не первая экранизация произведений Терри Пратчетта, но первая, сделанная специально для телеканала Sky One.

## Награды
Фильм получил премию BAFTA в 2007 году за лучшие визуальные эффекты, а также премию Гильдии критиков.

## Сюжет
Сьюзан Сто Гелитская — приёмная внучка Смерти — пытается вести «нормальную жизнь», работая гувернанткой, но её необычные способности постоянно вовлекают её в приключения. Наёмный убийца Чайчай задумал убить то, что и убить-то нельзя, как всем казалось. В канун Страшдества пропал Санта-Хрякус, в Анк-Морпорке появляются какие-то странные боги, и куда-то пропадает зубная фея. Пока волшебники под предводительством аркканцлера Наверна Чудакулли и Сьюзен ищут пропавших и знакомятся с новоприбывшими, сам Смерть пытается надеть красный костюм и разнести детям страшдественские подарки.

## Актёры
- Мишель Докери — Сьюзан Сто Гелитская
- Марк Уоррен— Чайчай
- Иэн Ричардсон — Смерть (голос), рассказчик (голос за кадром)
- Марникс ван дер Брёке — Смерть
- Дэвид Джейсон — Альберт
- Джон Фрэнклин-Роббинс — декан Незримого университета
- Николас Теннант — капрал Шнобби
- Ричард Кац — констебль Посети[3]
- Бриджет Тёрнер — Фиалка, зубная фея
- Родри Меилир — О Боже Похмелья
- Шенд — Санта-Хрякус
- Дэвид Уорнер — лорд Дауни, глава гильдии убийц
- Питер Гиннесс — Средний Дэйв
- Стивен Маркус — Банджо
- Крег Конвей — Сетка
- Мэгги Маккарти — Ма Белолилий
- Джофри Хатчинс — мистер Браун
- Роджер Фрост — казначей Незримого университета
- Найджел Плэнер — мистер Сидни, волшебник; он же — Аудитор реальности (голос)
- Тони Робинсон — мистер Крохобор
- Артур Уйат — возница Эрни
- Найджел Пирсон — Ворон (голос)
- Джосс Экленд — Наверн Чудакулли, аркканцлер Незримого университета

Сам Терри Пратчетт появился в маленькой роли-камео. Эту традицию он продолжил и в следующих экранизациях собственных произведений — Цвет волшебства и Опочтарение.

## Отзывы и критика
Журнал «Мир фантастики» отметил, что «бережно сократив первоисточник, режиссёр сделал всё, что позволено было сделать в формате сериала. Детализированные, насколько хватило бюджета, декорации, традиционно высокая работа английских актёров и уместные спецэффекты делают „Санта-Хрякуса“ хрестоматийным примером». Тем не менее, журнал отмечает и некоторые недостатки: «маловато внимания Жан уделил парочке важных элементов. Роль Смерти крыс уменьшена до мимолётного камео, сцену с замерзающей девочкой не помешало бы расширить, да и маске Смерти явно не хватает подвижности».
Вячеслав Яшин в журнале «Если» также пишет: «кино получилось на удивление адекватным своему книжному варианту» и особо отмечает спецэффекты:

Спецэффекты, конечно, присутствуют. Но они не мешают зрителю. Всё, что в книге подробно описывалось Пратчеттом — так же детально выглядит на экране. Каждая снежинка, каждая дверная ручка… А уж Великий А’Туин — вообще как живой! Вот он — метод, отличный от голливудского, в котором чем больше взрывов, тем «круче».— Вячеслав Яшин

## Версии на DVD
Версия для пятого региона (DVD-9) была издана компанией «Лизард» в 2008 году. Продолжительность этой версии 186 минут.

## Интересные факты
После окончания съёмок «Санта-Хрякуса» декорации и реквизит были проданы на благотворительном аукционе, за них удалось выручить почти пять тысяч фунтов.